# سيوري حصار
سيوري حصار (بالتركية: Sivrihisar)‏ وتُنطق "سيڤري حصار". هي أكبر منطقة في ولاية إسكي شهر. يُزعم أن كبار الشيوخ الأتراك مثل الشيخ نصر الدين خوجه المشهور بـ«جحا» ويونس أمره وعزيز محمود هدائي وخضر بك ولدوا ونشأوا في هذه المنطقة. تبعد 120 كم عن أنقرة و90 كم عن إسكي شهر  وتصل مساحتها إلى 2,748 كم2. كانت قبل عام 1926م منطقةً تابعة لولاية أنقرة.
دخلت سيوري حصار تحت جناح العثمانيين عام 1289م. وبعد فترة أعطى السلطان عثمان الأول إدارة كامل منطقة إسكي شهر بما في ذلك سيوري حصار، لأخيه الأمير كندز بك.